# I zapadła ciemność
I zapadła ciemność (tytuł oryg. And Soon the Darkness) – amerykańsko-argentyńsko-francuski film fabularny (thriller) z 2010 roku, napisany i wyreżyserowany przez Marcosa Efrona, z Amber Heard obsadzoną w roli głównej. Remake brytyjskiego thrillera And Soon the Darkness z 1970. Premiera filmu miała miejsce 28 lutego 2010 roku w trakcie European Film Market.

## Fabuła
Podczas wycieczki rowerowej dwóch amerykańskich dziewczyn po najdalszych terenach Argentyny, jedna z nich odłącza się i znika w tajemniczych okolicznościach. Druga postanawia ją odnaleźć, jednak nie przynosi to żadnych rezultatów. Gdy nawet lokalny szeryf odmawia wszczęcia poszukiwań, z pomocą Stephanie przychodzi Amerykanin Michael, szukający na argentyńskiej prowincji swojej zaginionej ukochanej. Okazuje się, że w rejonach tych prowadzony jest handel ludźmi.

## Obsada
- Amber Heard − Stephanie
- Karl Urban − Michael
- Odette Yustman − Ellie
- Adriana Barraza − Rosamaria
- Gia Mantegna − Camila
- César Vianco − Calvo
- Michel Noher − Chucho
- Luis Sabatini − Luca
- Daniel Figuereido − Pedro
- Jorge Booth − Hernán
- Javier Luna − właściciel baru